# Bram Franken
Bram Franken (Amsterdam, 14 februari 2001) is een Nederlands voetballer die als middenvelder voor Quick Boys speelt.

## Carrière
Bram Franken speelde in de jeugd van VV Zwanenburg en AFC. Van 2012 tot 2022 speelde hij in de jeugdopleiding van AZ. Hij debuteerde in het betaald voetbal voor Jong AZ op 31 januari 2020, in de met 3-0 verloren uitwedstrijd tegen FC Den Bosch. Hij kwam in de 81e minuut in het veld voor Mohamed Taabouni.

### Statistieken
| Seizoen                   | Club              | Land           | Competitie     | Competitie | Competitie | Beker | Beker | Totaal | Totaal |
| Seizoen                   | Club              | Land           | Competitie     | Wed.       | Dlp.       | Wed.  | Dlp.  | Wed.   | Dlp.   |
| ------------------------- | ----------------- | -------------- | -------------- | ---------- | ---------- | ----- | ----- | ------ | ------ |
| 2019/20                   | Jong AZ           | Nederland      | Eerste divisie | 1          | 0          | –     | –     | 1      | 0      |
| 2020/21                   | Jong AZ           | Nederland      | Eerste divisie | 20         | 1          | –     | –     | 20     | 1      |
| 2021/22                   | Jong AZ           | Nederland      | Eerste divisie | 21         | 2          | –     | –     | 21     | 2      |
| 2022/23                   | K.v.v. Quick Boys | Nederland      | Tweede Divisie | 28         | 2          | 1     | 1     | 29     | 3      |
| 2023/24                   | K.v.v. Quick Boys | Nederland      | Tweede Divisie | 24         | 1          | 3     | 0     | 27     | 1      |
| 2024/25                   | VV Noordwijk      | Nederland      | Tweede Divisie | 0          | 0          | 0     | 0     | 0      | 0      |
| Carrièretotaal            | Carrièretotaal    | Carrièretotaal | Carrièretotaal | 94         | 6          | 4     | 1     | 98     | 7      |
| Bijgewerkt op 25 mei 2024 |                   |                |                |            |            |       |       |        |        |